# Lokrume hjelmfragmentet
Lokrume hjelmfragmentet er et dekoreret øjenbryn-stykke fra  vikingetiden, som blev fundet i Sverige. Det blev fundet i 1907 i Lokrume, der er en landsby på Gotland. Det blev beskrevet i en udgivelse samme år og har derefter været en del af Gotlands Museums udstilling. Det er fremstillet af jern, hvis overflade er dekoreret med sølv og niello, der danner et sammenflettet mønster.
Det er 13,2 cm langt, og har været en del af øjenbrynene og næsebenet på en hjelm.

## Reflist
1. 1 2 3  Fornvännen 1907.
2. ↑  Thunmark-Nylén 1998, taf. 264.
3. ↑  Thunmark-Nylén 2000b, s. 521–522.

Litteratur
- Boye, Vilhelm (1858). "To fund af smedeværktöi fra den sidste hedenske tid i Danmark". Annaler for Nordisk Oldkyndighed og Historie: 191-200, pl. II–IV.
- Bruce-Mitford, Rupert (1978). The Sutton Hoo Ship-Burial, Volume 2: Arms, Armour and Regalia. London: British Museum Publications. ISBN 978-0-7141-1331-9.
- Grieg, Sigurd (1947). Gjermundbufunnet: En høvdingegrav fra 900-årene fra Ringerike. Norske Oldfunn. Vol. VIII. Oslo: Bergen. (norsk)
- Lindqvist, Sune (1925). "Vendelhjälmarnas ursprung" (PDF). Fornvännen. 20: 181-207. ISSN 0015-7813. Arkiveret fra originalen (PDF) 22. marts 2017. Hentet 25. november 2018.
- Munksgaard, Elisabeth (1984). "A Viking Age Smith, his Tools and his Stock-in-trade". Offa. 41: 85-89. ISSN 0078-3714.
- Steuer, Heiko (1987). "Helm und Ringschwert: Prunkbewaffnung und Rangabzeichen germanischer Krieger".  I Häßler, Hans-Jürgen (red.). Studien zur Sachsenforschung. Vol. 6. Hildesheim: Lax. s. 189-236. ISBN 3-7848-1617-7. (tysk)
- Thunmark-Nylén, Lena (1998). Die Wikingerzeit Gotlands (II): Typentafeln. Stockholm: Almqvist & Wiksell. ISBN 91-7402-287-3. (tysk)
- Thunmark-Nylén, Lena (2000b). Die Wikingerzeit Gotlands (IV:2): Katalog. Stockholm: Almqvist & Wiksell. ISBN 91-7402-308-X. (tysk)
- Thunmark-Nylén, Lena (2000c). Die Wikingerzeit Gotlands (IV:3): Katalog. Stockholm: Almqvist & Wiksell. ISBN 91-7402-309-8. (tysk)
- Thunmark-Nylén, Lena (2006a). Die Wikingerzeit Gotlands (III:1): Text. Stockholm: Almqvist & Wiksell. ISBN 91-7402-354-3. (tysk)
- Tweddle, Dominic (1992). The Anglian Helmet from 16–22 Coppergate (PDF). The Archaeology of York. Vol. 17/8. London: Council for British Archaeology. ISBN 1-872414-19-2. Arkiveret fra originalen (PDF) 25. februar 2017. Hentet 25. november 2018.
- "Ur främmande samlingar: 2" (PDF). Fornvännen. 2: 205-208. 1907. ISSN 0015-7813. Arkiveret fra originalen (PDF) 1. januar 2018. Hentet 25. november 2018.